# Laag-dimensionale topologie
De laag-dimensionale topologie is in de wiskunde een tak van de topologie die variëteiten van vier of minder dimensies bestudeert. Representatieve onderwerpen zijn de structuurtheorie van 3-variëteiten, 4-variëteiten, knopentheorie en vlechtgroepen. Het wordt als een onderdeel van de meetkundige topologie beschouwd.
Een aantal nieuwe ontwikkelingen vanaf de jaren 1960 hebben lage dimensies als interessant onderwerp in de meetkundige topologie extra benadrukt. De oplossing, in 1961, door Stephen Smale, van het vermoeden van Poincaré in hogere dimensies liet de dimensies drie en vier des te moeilijker lijken; en inderdaad bleken er nieuwe methoden nodig te zijn, aangezien de extra vrijheidsgraden van hogere dimensies betekenden dat vragen daar konden worden gereduceerd tot rekenmethodes die beschikbaar waren in de operatietheorie. Thurstons vermeetkundigingsvermoeden, door hem in de late jaren zeventig van de twintigste eeuw geformuleerd, bood een raamwerk dat suggereerde dat meetkunde en topologie in lagere dimensies nauw vervlochten zijn, en Thurstons bewijs van de geometrisering voor Haken-variëteiten maakte gebruik van een groot aantal verschillende hulpmiddelen uit voorheen slechts zwak verbonden deelgebieden uit de wiskunde. Vaughan Jones' ontdekking van de Jones-veelterm in de vroege jaren tachtig van de 20ste eeuw stuurde niet alleen de knopentheorie in een nieuwe richting, maar bracht ook een aantal nog steeds mysterieuze verbindingen aan het licht tussen laag-dimensionale topologie en de wiskundige natuurkunde. Tot slot kondigde Grigori Perelman in 2002 een bewijs aan van het drie-dimensionale vermoeden van Poincaré. Hij maakt hierbij gebruik van Richard S. Hamiltons Ricci-stroom, een idee uit het veld van de meetkundige analyse. In zijn algemeenheid heeft deze vooruitgang tot een betere integratie van de topologie en de rest van de wiskunde geleid.

## Een aantal typische stellingen die de laag-dimensionale topologie onderscheiden
Er zijn verschillende stellingen die beweren dat veel van de basishulpmiddelen die worden gebruikt in de studie van hoger-dimensionale variëteiten niet van toepassing zijn voor lager-dimensionale variëteiten, zoals:
De stelling van Steenrod stelt dat een oriënteerbare 3-variëteit een triviale raakbundel heeft. Ander gezegd, de enige karakteristieke klasse van een 3-variëteit is de obstructie van oriënteerbaarheid.
Elke gesloten 3-variëteit is de rand van een 4-variëteit. Deze stelling is onafhankelijk door verschillende mensen gevonden: de stelling volgt uit de stelling van Dehn-Lickorish via een Heegaard splitsing van de 3-variëteit. Hij volgt uit de berekeningen van René Thom van de cobordisme ring van gesloten variëteiten.
Het bestaan van exotisch gladde structuren op R4. Dit werd oorspronkelijk opgemerkt door Michael Freedman, gebaseerd op werk door Simon Donaldson en Andrew Casson. Freedman, Robert Gompf, Clifford Taubes en Laurence Taylor hebben dit verder uitgewerkt en laten zien dat er een continuüm van niet-diffeomorfe gladde structuren op R4 bestaat. Intussen is bekend dat Rn exact één gladde structuur heeft, vooropgesteld dat n ≠ 4.